# 霍啟山
霍啟山，JP（1983年5月24日—），籍貫廣東番禺，生於香港，霍英東家族之第三代次孫。

## 生平
畢業於英國倫敦國王學院金融系，現任霍英東集團副總裁。 2015 年獲選為廣州巿榮譽巿民，2017年獲選為第三屆世界廣府人「十大傑出青年」。2021年，霍啟山支持成立由香港青年球員組成的香港U23足球隊
。
2023年6月27日，霍啟山當選中國香港足總主席。

## 社會公職

### 香港公職
- 香港青年聯會會長[5]
- 香港廣東青年總會主席[6]
- 香港中華總商會創科及創意文化委員會主席[7]
- 香港總商會中國委員會主席[8]和「卓青社」聯席主席[9]

### 中國公職
- 廣東省政協常委[10]

### 體育公職
- 亞洲足球協會執行委員[11]
- 東亞足球協會副會長[12]
- 中国香港足球总会主席[13]
- 香港小型足球總會會長[14]

## 外部連結
- 霍啟山 Facebook （页面存档备份，存于）
- 霍啟山 Instagram

| 體育角色      | 體育角色                             | 體育角色 |
| ------------- | ------------------------------------ | -------- |
| 前任： 贝钧奇 | 中國香港足球總會主席 2023年6月27日－ | 現任     |